# ساكروفانو
ساكروفانو هي كومونا تقع في روما العاصمة، إيطاليا.